# Coppa Davis 2004 Zona Europea/Africana
La Zona Euro-Africana (European and African Zone) è una delle tre divisioni zonali della Coppa Davis 2004.

## Gruppo I
|                                                                  | Play-off 2º turno 23-26 settembre                                | Play-off 2º turno 23-26 settembre                                | Play-off 2º turno 23-26 settembre                                |                                                                  |                                                                  | Play-off 1º turno                                                | Play-off 1º turno                                                | Play-off 1º turno                                                |                                                                  |                                                                                 | 1º turno 6-8 febbraio                                                           | 1º turno 6-8 febbraio                                                           | 1º turno 6-8 febbraio                                                           |                                                                                 |                                                                                 | 2º turno 9-11 aprile                                                            | 2º turno 9-11 aprile                                                            | 2º turno 9-11 aprile                                                            |                                                                                 |                                            |
|                                                                  |                                                                  |                                                                  |                                                                  |                                                                  |                                                                  |                                                                  |                                                                  |                                                                  |                                                                  |                                                                                 |                                                                                 |                                                                                 |                                                                                 |                                                                                 |                                                                                 |                                                                                 |                                                                                 |                                                                                 |                                                                                 |                                            |
|                                                                  |                                                                  |                                                                  |                                                                  |                                                                  |                                                                  |                                                                  |                                                                  |                                                                  |                                                                  |                                                                                 |                                                                                 |                                                                                 |                                                                                 |                                                                                 |                                                                                 |                                                                                 |                                                                                 |                                                                                 |                                                                                 |                                            |
|                                                                  |                                                                  |                                                                  |                                                                  |                                                                  |                                                                  |                                                                  |                                                                  |                                                                  |                                                                  |                                                                                 | S                                                                               | Germania                                                                        |                                                                                 |                                                                                 |                                                                                 |                                                                                 |                                                                                 |                                                                                 |                                                                                 |                                            |
|                                                                  |                                                                  |                                                                  |                                                                  |                                                                  |                                                                  |                                                                  |                                                                  |                                                                  |                                                                  |                                                                                 |                                                                                 | bye                                                                             |                                                                                 |                                                                                 |                                                                                 | Alsdorf, Germania (Cemento indoor)                                              | Alsdorf, Germania (Cemento indoor)                                              | Alsdorf, Germania (Cemento indoor)                                              | Alsdorf, Germania (Cemento indoor)                                              | Alsdorf, Germania (Cemento indoor)         |
|                                                                  |                                                                  |                                                                  |                                                                  |                                                                  |                                                                  |                                                                  | Israele                                                          |                                                                  |                                                                  |                                                                                 |                                                                                 |                                                                                 |                                                                                 |                                                                                 | S                                                                               | Germania                                                                        | 5                                                                               |                                                                                 |                                                                                 |                                            |
|                                                                  |                                                                  |                                                                  |                                                                  |                                                                  |                                                                  |                                                                  | bye                                                              |                                                                  |                                                                  |                                                                                 |                                                                                 |                                                                                 |                                                                                 |                                                                                 |                                                                                 | Israele                                                                         | 0                                                                               |                                                                                 |                                                                                 |                                            |
|                                                                  |                                                                  |                                                                  |                                                                  |                                                                  |                                                                  |                                                                  |                                                                  |                                                                  |                                                                  |                                                                                 | Israele                                                                         |                                                                                 |                                                                                 |                                                                                 |                                                                                 |                                                                                 |                                                                                 |                                                                                 |                                                                                 |                                            |
|                                                                  | Ramat HaSharon, Israele (Cemento)                                | Ramat HaSharon, Israele (Cemento)                                | Ramat HaSharon, Israele (Cemento)                                | Ramat HaSharon, Israele (Cemento)                                |                                                                  |                                                                  |                                                                  |                                                                  |                                                                  |                                                                                 | bye                                                                             |                                                                                 |                                                                                 |                                                                                 |                                                                                 |                                                                                 |                                                                                 |                                                                                 |                                                                                 |                                            |
|                                                                  |                                                                  | Israele                                                          | 3                                                                |                                                                  |                                                                  |                                                                  |                                                                  |                                                                  |                                                                  |                                                                                 |                                                                                 |                                                                                 |                                                                                 |                                                                                 |                                                                                 |                                                                                 |                                                                                 |                                                                                 |                                                                                 |                                            |
|                                                                  |                                                                  | Finlandia                                                        | 2                                                                |                                                                  |                                                                  |                                                                  |                                                                  |                                                                  |                                                                  |                                                                                 |                                                                                 |                                                                                 |                                                                                 |                                                                                 |                                                                                 |                                                                                 |                                                                                 |                                                                                 |                                                                                 |                                            |
|                                                                  |                                                                  |                                                                  |                                                                  |                                                                  |                                                                  |                                                                  |                                                                  |                                                                  |                                                                  |                                                                                 | S                                                                               | Regno Unito                                                                     |                                                                                 |                                                                                 |                                                                                 |                                                                                 |                                                                                 |                                                                                 |                                                                                 |                                            |
|                                                                  |                                                                  |                                                                  |                                                                  |                                                                  |                                                                  |                                                                  |                                                                  |                                                                  |                                                                  |                                                                                 |                                                                                 | bye                                                                             |                                                                                 |                                                                                 |                                                                                 | Esch/Alzette, Lussemburgo (Cemento indoor)                                      | Esch/Alzette, Lussemburgo (Cemento indoor)                                      | Esch/Alzette, Lussemburgo (Cemento indoor)                                      | Esch/Alzette, Lussemburgo (Cemento indoor)                                      | Esch/Alzette, Lussemburgo (Cemento indoor) |
|                                                                  |                                                                  |                                                                  |                                                                  |                                                                  |                                                                  | bye                                                              |                                                                  |                                                                  |                                                                  |                                                                                 |                                                                                 |                                                                                 |                                                                                 | S                                                                               | Regno Unito                                                                     | 4                                                                               |                                                                                 |                                                                                 |                                                                                 |                                            |
|                                                                  |                                                                  |                                                                  |                                                                  |                                                                  |                                                                  |                                                                  | Finlandia                                                        |                                                                  |                                                                  | Esch/Alzette, Lussemburgo (Cemento indoor)                                      | Esch/Alzette, Lussemburgo (Cemento indoor)                                      | Esch/Alzette, Lussemburgo (Cemento indoor)                                      | Esch/Alzette, Lussemburgo (Cemento indoor)                                      |                                                                                 |                                                                                 | Lussemburgo                                                                     | 1                                                                               |                                                                                 |                                                                                 |                                            |
|                                                                  |                                                                  |                                                                  |                                                                  |                                                                  |                                                                  |                                                                  |                                                                  |                                                                  |                                                                  |                                                                                 | Finlandia                                                                       | 1                                                                               |                                                                                 |                                                                                 |                                                                                 |                                                                                 |                                                                                 |                                                                                 |                                                                                 |                                            |
|                                                                  |                                                                  |                                                                  |                                                                  |                                                                  |                                                                  |                                                                  |                                                                  |                                                                  |                                                                  |                                                                                 |                                                                                 | Lussemburgo                                                                     | 4                                                                               |                                                                                 |                                                                                 |                                                                                 |                                                                                 |                                                                                 |                                                                                 |                                            |
|                                                                  |                                                                  |                                                                  |                                                                  |                                                                  |                                                                  |                                                                  |                                                                  |                                                                  |                                                                  |                                                                                 | Harare, Zimbabwe (Cemento indoor)                                               |                                                                                 |                                                                                 |                                                                                 |                                                                                 |                                                                                 |                                                                                 |                                                                                 |                                                                                 |                                            |
|                                                                  |                                                                  |                                                                  |                                                                  |                                                                  |                                                                  |                                                                  |                                                                  |                                                                  |                                                                  |                                                                                 |                                                                                 | Grecia                                                                          | 2                                                                               |                                                                                 |                                                                                 |                                                                                 |                                                                                 |                                                                                 |                                                                                 |                                            |
|                                                                  |                                                                  |                                                                  |                                                                  |                                                                  |                                                                  |                                                                  |                                                                  |                                                                  |                                                                  |                                                                                 |                                                                                 | Zimbabwe                                                                        | 3                                                                               |                                                                                 |                                                                                 | Tournai, Belgio (Terra indoor)                                                  | Tournai, Belgio (Terra indoor)                                                  | Tournai, Belgio (Terra indoor)                                                  | Tournai, Belgio (Terra indoor)                                                  | Tournai, Belgio (Terra indoor)             |
|                                                                  |                                                                  |                                                                  |                                                                  |                                                                  |                                                                  |                                                                  | Grecia                                                           |                                                                  |                                                                  |                                                                                 |                                                                                 |                                                                                 |                                                                                 |                                                                                 |                                                                                 | Zimbabwe                                                                        | 1                                                                               |                                                                                 |                                                                                 |                                            |
|                                                                  |                                                                  |                                                                  |                                                                  |                                                                  |                                                                  |                                                                  | bye                                                              |                                                                  |                                                                  |                                                                                 |                                                                                 |                                                                                 |                                                                                 |                                                                                 | S                                                                               | Belgio                                                                          | 4                                                                               |                                                                                 |                                                                                 |                                            |
|                                                                  |                                                                  |                                                                  |                                                                  |                                                                  |                                                                  |                                                                  |                                                                  |                                                                  |                                                                  |                                                                                 | bye                                                                             |                                                                                 |                                                                                 |                                                                                 |                                                                                 |                                                                                 |                                                                                 |                                                                                 |                                                                                 |                                            |
|                                                                  | Pretoria, Sudafrica (Cemento)                                    | Pretoria, Sudafrica (Cemento)                                    | Pretoria, Sudafrica (Cemento)                                    | Pretoria, Sudafrica (Cemento)                                    |                                                                  |                                                                  |                                                                  |                                                                  |                                                                  | S                                                                               | Belgio                                                                          |                                                                                 |                                                                                 |                                                                                 |                                                                                 |                                                                                 |                                                                                 |                                                                                 |                                                                                 |                                            |
|                                                                  |                                                                  | Grecia                                                           | 1                                                                |                                                                  |                                                                  |                                                                  |                                                                  |                                                                  |                                                                  |                                                                                 |                                                                                 |                                                                                 |                                                                                 |                                                                                 |                                                                                 |                                                                                 |                                                                                 |                                                                                 |                                                                                 |                                            |
|                                                                  |                                                                  | Sudafrica                                                        | 4                                                                |                                                                  |                                                                  |                                                                  |                                                                  |                                                                  |                                                                  |                                                                                 |                                                                                 |                                                                                 |                                                                                 |                                                                                 |                                                                                 |                                                                                 |                                                                                 |                                                                                 |                                                                                 |                                            |
|                                                                  |                                                                  |                                                                  |                                                                  |                                                                  |                                                                  |                                                                  |                                                                  |                                                                  |                                                                  |                                                                                 |                                                                                 | bye                                                                             |                                                                                 |                                                                                 |                                                                                 |                                                                                 |                                                                                 |                                                                                 |                                                                                 |                                            |
|                                                                  |                                                                  |                                                                  |                                                                  |                                                                  |                                                                  |                                                                  |                                                                  |                                                                  |                                                                  |                                                                                 |                                                                                 | Sudafrica                                                                       |                                                                                 |                                                                                 |                                                                                 | Johannesburg, Sudafrica (erba)                                                  | Johannesburg, Sudafrica (erba)                                                  | Johannesburg, Sudafrica (erba)                                                  | Johannesburg, Sudafrica (erba)                                                  | Johannesburg, Sudafrica (erba)             |
|                                                                  |                                                                  |                                                                  |                                                                  |                                                                  |                                                                  | bye                                                              |                                                                  |                                                                  |                                                                  |                                                                                 |                                                                                 |                                                                                 |                                                                                 |                                                                                 | Sudafrica                                                                       | 2                                                                               |                                                                                 |                                                                                 |                                                                                 |                                            |
|                                                                  |                                                                  |                                                                  |                                                                  |                                                                  |                                                                  |                                                                  | Sudafrica                                                        |                                                                  |                                                                  |                                                                                 |                                                                                 |                                                                                 |                                                                                 |                                                                                 | S                                                                               | Slovacchia                                                                      | 3                                                                               |                                                                                 |                                                                                 |                                            |
|                                                                  |                                                                  |                                                                  |                                                                  |                                                                  |                                                                  |                                                                  |                                                                  |                                                                  |                                                                  |                                                                                 | bye                                                                             |                                                                                 |                                                                                 |                                                                                 |                                                                                 |                                                                                 |                                                                                 |                                                                                 |                                                                                 |                                            |
|                                                                  |                                                                  |                                                                  |                                                                  |                                                                  |                                                                  |                                                                  |                                                                  |                                                                  |                                                                  |                                                                                 | S                                                                               | Slovacchia                                                                      |                                                                                 |                                                                                 |                                                                                 |                                                                                 |                                                                                 |                                                                                 |                                                                                 |                                            |
| Finlandia e Grecia retrocesse al Group II della Coppa Davis 2005 | Finlandia e Grecia retrocesse al Group II della Coppa Davis 2005 | Finlandia e Grecia retrocesse al Group II della Coppa Davis 2005 | Finlandia e Grecia retrocesse al Group II della Coppa Davis 2005 | Finlandia e Grecia retrocesse al Group II della Coppa Davis 2005 | Finlandia e Grecia retrocesse al Group II della Coppa Davis 2005 | Finlandia e Grecia retrocesse al Group II della Coppa Davis 2005 | Finlandia e Grecia retrocesse al Group II della Coppa Davis 2005 | Finlandia e Grecia retrocesse al Group II della Coppa Davis 2005 | Finlandia e Grecia retrocesse al Group II della Coppa Davis 2005 | Germania, Gran Bretagna, Belgio, e Slovacchia ammesse ai World Group Play-offs. | Germania, Gran Bretagna, Belgio, e Slovacchia ammesse ai World Group Play-offs. | Germania, Gran Bretagna, Belgio, e Slovacchia ammesse ai World Group Play-offs. | Germania, Gran Bretagna, Belgio, e Slovacchia ammesse ai World Group Play-offs. | Germania, Gran Bretagna, Belgio, e Slovacchia ammesse ai World Group Play-offs. | Germania, Gran Bretagna, Belgio, e Slovacchia ammesse ai World Group Play-offs. | Germania, Gran Bretagna, Belgio, e Slovacchia ammesse ai World Group Play-offs. | Germania, Gran Bretagna, Belgio, e Slovacchia ammesse ai World Group Play-offs. | Germania, Gran Bretagna, Belgio, e Slovacchia ammesse ai World Group Play-offs. | Germania, Gran Bretagna, Belgio, e Slovacchia ammesse ai World Group Play-offs. |                                            |

## Gruppo II
|                                                                                       | Play-off 16-18 luglio                                                                 | Play-off 16-18 luglio                                                                 | Play-off 16-18 luglio                                                                 |                                                                                       |                                                                                       | 1º turno 9-11 aprile                                                                  | 1º turno 9-11 aprile                                                                  | 1º turno 9-11 aprile                                                                  |                                                                                       |                                                                          | 2º turno 16-18 luglio                                                    | 2º turno 16-18 luglio                                                    | 2º turno 16-18 luglio                                                    |                                                                          |                                                                          | 3º turno 24-26 settembre                                                 | 3º turno 24-26 settembre                                                 | 3º turno 24-26 settembre                                                 |                                                                          |                             |
|                                                                                       |                                                                                       |                                                                                       |                                                                                       |                                                                                       |                                                                                       |                                                                                       |                                                                                       |                                                                                       |                                                                                       |                                                                          |                                                                          |                                                                          |                                                                          |                                                                          |                                                                          |                                                                          |                                                                          |                                                                          |                                                                          |                             |
|                                                                                       |                                                                                       |                                                                                       |                                                                                       |                                                                                       |                                                                                       | Cagliari, Italia (Terra)                                                              |                                                                                       |                                                                                       |                                                                                       |                                                                          |                                                                          |                                                                          |                                                                          |                                                                          |                                                                          |                                                                          |                                                                          |                                                                          |                                                                          |                             |
|                                                                                       |                                                                                       |                                                                                       |                                                                                       |                                                                                       |                                                                                       | S                                                                                     | Italia                                                                                | 3                                                                                     |                                                                                       |                                                                          |                                                                          |                                                                          |                                                                          |                                                                          |                                                                          |                                                                          |                                                                          |                                                                          |                                                                          |                             |
|                                                                                       | Tbilisi, Georgia (Terra)                                                              | Tbilisi, Georgia (Terra)                                                              | Tbilisi, Georgia (Terra)                                                              | Tbilisi, Georgia (Terra)                                                              |                                                                                       |                                                                                       | Georgia                                                                               | 2                                                                                     |                                                                                       |                                                                          | Teramo, Italia (Terra)                                                   | Teramo, Italia (Terra)                                                   | Teramo, Italia (Terra)                                                   | Teramo, Italia (Terra)                                                   | Teramo, Italia (Terra)                                                   |                                                                          |                                                                          |                                                                          |                                                                          |                             |
|                                                                                       |                                                                                       | Georgia                                                                               | 3                                                                                     |                                                                                       |                                                                                       |                                                                                       |                                                                                       |                                                                                       |                                                                                       | S                                                                        | Italia                                                                   | 5                                                                        |                                                                          |                                                                          |                                                                          |                                                                          |                                                                          |                                                                          |                                                                          |                             |
|                                                                                       |                                                                                       | Egitto                                                                                | 2                                                                                     |                                                                                       | Sofia, Bulgaria (Sintetico indoor)                                                    | Sofia, Bulgaria (Sintetico indoor)                                                    | Sofia, Bulgaria (Sintetico indoor)                                                    | Sofia, Bulgaria (Sintetico indoor)                                                    |                                                                                       | S                                                                        | Bulgaria                                                                 | 0                                                                        |                                                                          |                                                                          |                                                                          |                                                                          |                                                                          |                                                                          |                                                                          |                             |
|                                                                                       |                                                                                       |                                                                                       |                                                                                       |                                                                                       | S                                                                                     | Bulgaria                                                                              | 5                                                                                     |                                                                                       |                                                                                       |                                                                          |                                                                          |                                                                          |                                                                          |                                                                          |                                                                          |                                                                          |                                                                          |                                                                          |                                                                          |                             |
|                                                                                       |                                                                                       |                                                                                       |                                                                                       |                                                                                       |                                                                                       |                                                                                       | Egitto                                                                                | 0                                                                                     |                                                                                       |                                                                          |                                                                          |                                                                          |                                                                          |                                                                          |                                                                          | Livorno, Italia (Terra)                                                  | Livorno, Italia (Terra)                                                  | Livorno, Italia (Terra)                                                  | Livorno, Italia (Terra)                                                  | Livorno, Italia (Terra)     |
|                                                                                       |                                                                                       |                                                                                       |                                                                                       |                                                                                       |                                                                                       |                                                                                       |                                                                                       |                                                                                       |                                                                                       |                                                                          |                                                                          |                                                                          |                                                                          |                                                                          |                                                                          | S                                                                        | Italia                                                                   | 3                                                                        |                                                                          |                             |
|                                                                                       |                                                                                       |                                                                                       |                                                                                       |                                                                                       |                                                                                       | Algeri, Algeria (Terra)                                                               | Algeri, Algeria (Terra)                                                               | Algeri, Algeria (Terra)                                                               | Algeri, Algeria (Terra)                                                               | Algeri, Algeria (Terra)                                                  |                                                                          |                                                                          |                                                                          |                                                                          |                                                                          |                                                                          | Polonia                                                                  | 2                                                                        |                                                                          |                             |
|                                                                                       |                                                                                       |                                                                                       |                                                                                       |                                                                                       |                                                                                       | S                                                                                     | Danimarca                                                                             |                                                                                       |                                                                                       |                                                                          |                                                                          |                                                                          |                                                                          |                                                                          |                                                                          |                                                                          |                                                                          |                                                                          |                                                                          |                             |
|                                                                                       | Slovenia                                                                              | Slovenia                                                                              | Slovenia                                                                              | Slovenia                                                                              |                                                                                       |                                                                                       | Algeria                                                                               | w/o                                                                                   |                                                                                       |                                                                          | Gdynia, Polonia (Terra)                                                  | Gdynia, Polonia (Terra)                                                  | Gdynia, Polonia (Terra)                                                  | Gdynia, Polonia (Terra)                                                  | Gdynia, Polonia (Terra)                                                  |                                                                          |                                                                          |                                                                          |                                                                          |                             |
|                                                                                       | S                                                                                     | Danimarca                                                                             |                                                                                       |                                                                                       |                                                                                       |                                                                                       |                                                                                       |                                                                                       |                                                                                       |                                                                          | Algeria                                                                  | 1                                                                        |                                                                          |                                                                          |                                                                          |                                                                          |                                                                          |                                                                          |                                                                          |                             |
|                                                                                       | S                                                                                     | Slovenia                                                                              | w/o                                                                                   |                                                                                       | Portorose, Slovenia (Terra)                                                           | Portorose, Slovenia (Terra)                                                           | Portorose, Slovenia (Terra)                                                           | Portorose, Slovenia (Terra)                                                           |                                                                                       |                                                                          | Polonia                                                                  | 4                                                                        |                                                                          |                                                                          |                                                                          |                                                                          |                                                                          |                                                                          |                                                                          |                             |
|                                                                                       |                                                                                       |                                                                                       |                                                                                       |                                                                                       | S                                                                                     | Slovenia                                                                              | 2                                                                                     |                                                                                       |                                                                                       |                                                                          |                                                                          |                                                                          |                                                                          |                                                                          |                                                                          |                                                                          |                                                                          |                                                                          |                                                                          |                             |
|                                                                                       |                                                                                       |                                                                                       |                                                                                       |                                                                                       |                                                                                       |                                                                                       | Polonia                                                                               | 3                                                                                     |                                                                                       |                                                                          |                                                                          |                                                                          |                                                                          |                                                                          |                                                                          |                                                                          |                                                                          |                                                                          |                                                                          |                             |
|                                                                                       |                                                                                       |                                                                                       |                                                                                       |                                                                                       |                                                                                       | Tunisi, Tunisia (Cemento)                                                             |                                                                                       |                                                                                       |                                                                                       |                                                                          |                                                                          |                                                                          |                                                                          |                                                                          |                                                                          |                                                                          |                                                                          |                                                                          |                                                                          |                             |
|                                                                                       |                                                                                       |                                                                                       |                                                                                       |                                                                                       |                                                                                       |                                                                                       | Tunisia                                                                               | 2                                                                                     |                                                                                       |                                                                          |                                                                          |                                                                          |                                                                          |                                                                          |                                                                          |                                                                          |                                                                          |                                                                          |                                                                          |                             |
|                                                                                       | Liepāja, Lettonia (Terra)                                                             | Liepāja, Lettonia (Terra)                                                             | Liepāja, Lettonia (Terra)                                                             | Liepāja, Lettonia (Terra)                                                             |                                                                                       | S                                                                                     | Portogallo                                                                            | 3                                                                                     |                                                                                       |                                                                          | Maia, Portogallo (Terra)                                                 | Maia, Portogallo (Terra)                                                 | Maia, Portogallo (Terra)                                                 | Maia, Portogallo (Terra)                                                 | Maia, Portogallo (Terra)                                                 |                                                                          |                                                                          |                                                                          |                                                                          |                             |
|                                                                                       |                                                                                       | Tunisia                                                                               | 2                                                                                     |                                                                                       |                                                                                       |                                                                                       |                                                                                       |                                                                                       |                                                                                       | S                                                                        | Portogallo                                                               | 0                                                                        |                                                                          |                                                                          |                                                                          |                                                                          |                                                                          |                                                                          |                                                                          |                             |
|                                                                                       | S                                                                                     | Lettonia                                                                              | 3                                                                                     |                                                                                       | Belgrado, Serbia e Montenegro (Sintetico indoor)                                      | Belgrado, Serbia e Montenegro (Sintetico indoor)                                      | Belgrado, Serbia e Montenegro (Sintetico indoor)                                      | Belgrado, Serbia e Montenegro (Sintetico indoor)                                      |                                                                                       | S                                                                        | Serbia e Montenegro                                                      | 5                                                                        |                                                                          |                                                                          |                                                                          |                                                                          |                                                                          |                                                                          |                                                                          |                             |
|                                                                                       |                                                                                       |                                                                                       |                                                                                       |                                                                                       |                                                                                       | Lettonia                                                                              | 0                                                                                     |                                                                                       |                                                                                       |                                                                          |                                                                          |                                                                          |                                                                          |                                                                          |                                                                          |                                                                          |                                                                          |                                                                          |                                                                          |                             |
|                                                                                       |                                                                                       |                                                                                       |                                                                                       |                                                                                       |                                                                                       | S                                                                                     | Serbia e Montenegro                                                                   | 5                                                                                     |                                                                                       |                                                                          |                                                                          |                                                                          |                                                                          |                                                                          |                                                                          | Seghedino, Ungheria (Terra)                                              | Seghedino, Ungheria (Terra)                                              | Seghedino, Ungheria (Terra)                                              | Seghedino, Ungheria (Terra)                                              | Seghedino, Ungheria (Terra) |
|                                                                                       |                                                                                       |                                                                                       |                                                                                       |                                                                                       |                                                                                       |                                                                                       |                                                                                       |                                                                                       |                                                                                       |                                                                          |                                                                          |                                                                          |                                                                          |                                                                          |                                                                          | S                                                                        | Serbia e Montenegro                                                      | 3                                                                        |                                                                          |                             |
|                                                                                       |                                                                                       |                                                                                       |                                                                                       |                                                                                       |                                                                                       | Dublino, Irlanda (Sintetico indoor)                                                   | Dublino, Irlanda (Sintetico indoor)                                                   | Dublino, Irlanda (Sintetico indoor)                                                   | Dublino, Irlanda (Sintetico indoor)                                                   | Dublino, Irlanda (Sintetico indoor)                                      |                                                                          |                                                                          |                                                                          |                                                                          |                                                                          |                                                                          | Ungheria                                                                 | 0                                                                        |                                                                          |                             |
|                                                                                       |                                                                                       |                                                                                       |                                                                                       |                                                                                       |                                                                                       |                                                                                       | Ungheria                                                                              | 4                                                                                     |                                                                                       |                                                                          |                                                                          |                                                                          |                                                                          |                                                                          |                                                                          |                                                                          |                                                                          |                                                                          |                                                                          |                             |
|                                                                                       | Donec'k, Ucraina (Cemento)                                                            | Donec'k, Ucraina (Cemento)                                                            | Donec'k, Ucraina (Cemento)                                                            | Donec'k, Ucraina (Cemento)                                                            |                                                                                       | S                                                                                     | Irlanda                                                                               | 1                                                                                     |                                                                                       |                                                                          | Seghedino, Ungheria (Terra)                                              | Seghedino, Ungheria (Terra)                                              | Seghedino, Ungheria (Terra)                                              | Seghedino, Ungheria (Terra)                                              | Seghedino, Ungheria (Terra)                                              |                                                                          |                                                                          |                                                                          |                                                                          |                             |
|                                                                                       | S                                                                                     | Irlanda                                                                               | 1                                                                                     |                                                                                       |                                                                                       |                                                                                       |                                                                                       |                                                                                       |                                                                                       |                                                                          | Ungheria                                                                 | 3                                                                        |                                                                          |                                                                          |                                                                          |                                                                          |                                                                          |                                                                          |                                                                          |                             |
|                                                                                       |                                                                                       | Ucraina                                                                               | 4                                                                                     |                                                                                       | Oslo, Norvegia (Cemento indoor)                                                       | Oslo, Norvegia (Cemento indoor)                                                       | Oslo, Norvegia (Cemento indoor)                                                       | Oslo, Norvegia (Cemento indoor)                                                       |                                                                                       | S                                                                        | Norvegia                                                                 | 2                                                                        |                                                                          |                                                                          |                                                                          |                                                                          |                                                                          |                                                                          |                                                                          |                             |
|                                                                                       |                                                                                       |                                                                                       |                                                                                       |                                                                                       |                                                                                       | Ucraina                                                                               | 2                                                                                     |                                                                                       |                                                                                       |                                                                          |                                                                          |                                                                          |                                                                          |                                                                          |                                                                          |                                                                          |                                                                          |                                                                          |                                                                          |                             |
|                                                                                       |                                                                                       |                                                                                       |                                                                                       |                                                                                       |                                                                                       | S                                                                                     | Norvegia                                                                              | 3                                                                                     |                                                                                       |                                                                          |                                                                          |                                                                          |                                                                          |                                                                          |                                                                          |                                                                          |                                                                          |                                                                          |                                                                          |                             |
| Egitto, Danimarca, Tunisia, e Irlanda retrocesse al Group III della Coppa Davis 2005. | Egitto, Danimarca, Tunisia, e Irlanda retrocesse al Group III della Coppa Davis 2005. | Egitto, Danimarca, Tunisia, e Irlanda retrocesse al Group III della Coppa Davis 2005. | Egitto, Danimarca, Tunisia, e Irlanda retrocesse al Group III della Coppa Davis 2005. | Egitto, Danimarca, Tunisia, e Irlanda retrocesse al Group III della Coppa Davis 2005. | Egitto, Danimarca, Tunisia, e Irlanda retrocesse al Group III della Coppa Davis 2005. | Egitto, Danimarca, Tunisia, e Irlanda retrocesse al Group III della Coppa Davis 2005. | Egitto, Danimarca, Tunisia, e Irlanda retrocesse al Group III della Coppa Davis 2005. | Egitto, Danimarca, Tunisia, e Irlanda retrocesse al Group III della Coppa Davis 2005. | Egitto, Danimarca, Tunisia, e Irlanda retrocesse al Group III della Coppa Davis 2005. | Italia e Serbia e Montenegro promosse al Group I della Coppa Davis 2005. | Italia e Serbia e Montenegro promosse al Group I della Coppa Davis 2005. | Italia e Serbia e Montenegro promosse al Group I della Coppa Davis 2005. | Italia e Serbia e Montenegro promosse al Group I della Coppa Davis 2005. | Italia e Serbia e Montenegro promosse al Group I della Coppa Davis 2005. | Italia e Serbia e Montenegro promosse al Group I della Coppa Davis 2005. | Italia e Serbia e Montenegro promosse al Group I della Coppa Davis 2005. | Italia e Serbia e Montenegro promosse al Group I della Coppa Davis 2005. | Italia e Serbia e Montenegro promosse al Group I della Coppa Davis 2005. | Italia e Serbia e Montenegro promosse al Group I della Coppa Davis 2005. |                             |

## Gruppo III

### Girone 1
Località: Orange Tennis Centre, Kaunas, Lituania (Sintetico indoor)

Data: 2-8 febbraio
|   | Pool A         | EST | LTU | CYP |
| 1 | Estonia (1-1)  |     | 2-1 | 1-2 |
| 2 | Lituania (1-1) | 1-2 |     | 2-1 |
| 3 | Cipro (1-1)    | 2-1 | 1-2 |     |

|   | Pool B          | MON | MKD 1995-2019 | ISL | AND |
| 1 | Monaco (3-0)    |     | 2-1           | 2-1 | 3-0 |
| 2 | Macedonia (2-1) | 1-2 |               | 3-0 | 2-1 |
| 3 | Islanda (1-2)   | 1-2 | 0-3           |     | 3-0 |
| 4 | Andorra (0-2)   | 0-3 | 1-2           | 0-3 |     |

|   | 1°-4° Play-off  | MON | EST | MKD 1995-2019 | LTU |
| 1 | Monaco (2-1)    |     | 3-0 | 2-1           | 1-2 |
| 2 | Estonia (2-1)   | 0-3 |     | 2-1           | 2-1 |
| 3 | Macedonia (1-2) | 1-2 | 1-2 |               | 2-1 |
| 4 | Lituania (1-2)  | 2-1 | 1-2 | 1-2           |     |

|   | 5°-7° Play-off | ISL | CYP | AND |
| 1 | Islanda (2-0)  |     | 2-1 | 3-0 |
| 2 | Cipro (1-1)    | 1-2 |     | 2-1 |
| 3 | Andorra (2-0)  | 0-3 | 1-2 |     |

- Monaco e Estonia promosse al Gruppo II della Coppa Davis 2005.
- Cipro e Andorra retrocesse nel Gruppo IV della Coppa Davis 2005.

### Girone 2
località: National Tennis Stadium, Windhoek, Namibia (Cemento)

Data: 12-16 maggio
|   | Pool A         | CIV | TUR | KEN |
| 1 | Costa d'Avorio |     | 2-1 | 3-0 |
| 2 | Turchia        | 1-2 |     | 3-0 |
| 3 | Kenya          | 0-3 | 0-3 |     |

|   | Pool B     | GHA | NAM | MAD |
| 1 | Ghana      |     | 2-1 | 2-1 |
| 2 | Namibia    | 1-2 |     | 3-0 |
| 3 | Madagascar | 1-2 | 0-3 |     |

(scores in italics carried over)
|   | 1°-4° Play-off       | CIV | GHA | TUR | NAM |
| 1 | Costa d'Avorio (3-0) |     | 2-1 | 2-1 | 3-0 |
| 2 | Ghana (2-1)          | 1-2 |     | 2-1 | 2-1 |
| 3 | Turchia (1-2)        | 1-2 | 1-2 |     | 3-0 |
| 4 | Namibia (0-3)        | 0-3 | 1-2 | 0-3 |     |

|   | 5th-6th Play-off | KEN | MAD |
| 1 | Kenya (1-0)      |     | 3-0 |
| 2 | Madagascar (0-1) | 0-3 |     |

- Costa d'Avorio e Ghana promosse al Gruppo II della Coppa Davis 2005.
- Kenya e Madagascar retrocesse nel Gruppo IV della Coppa Davis 2005.

## Gruppo IV

### Girone 1
Località: Olympique Club de Dakar, Dakar, Senegal (Cemento)

Data: 2-8 febbraio
|   |                  | NGR | SMR | SEN | MLI | GAB |
| 1 | Nigeria (4-0)    |     | 3-0 | 3-0 | 3-0 | 3-0 |
| 2 | San Marino (3-1) | 0-3 |     | 3-0 | 3-0 | 3-0 |
| 3 | Senegal (2-2)    | 0-3 | 0-3 |     | 2-1 | 3-0 |
| 4 | Mali (1-3)       | 0-3 | 0-3 | 1-2 |     | 3-0 |
| 5 | Gabon (0-4)      | 0-3 | 0-3 | 0-3 | 0-3 |     |

- Nigeria e San Marino promosse al Gruppo III della Coppa Davis 2005.

### Girone 2
Località: Tennis Club Ali-Ten, Chișinău, Moldavia (Terra)

Data: 12-18 luglio
|   | Pool A          | ARM | MRI | BOT | MLT |   |                            | Pool B | BIH | MDA | RWA | UGA |
| 1 | Armenia (3-0)   |     | 3-0 | 3-0 | 3-0 | 1 | Bosnia ed Erzegovina (3-0) |        | 2-1 | 3-0 | 3-0 |     |
| 2 | Mauritius (2-1) | 0-3 |     | 2-1 | 3-0 | 2 | Moldavia (2-1)             | 1-2    |     | 3-0 | 3-0 |     |
| 3 | Botswana (1-2)  | 0-3 | 1-2 |     | 2-1 | 3 | Ruanda (1-2)               | 0-3    | 0-3 |     | 3-0 |     |
| 4 | Malta (0-3)     | 0-3 | 0-3 | 1-2 |     | 4 | Uganda (0-3)               | 0-3    | 0-3 | 0-3 |     |     |

|   | 1°-4° Play-off             | BIH | ARM | MDA | MRI |   |                | 5°-8° Play-off | RWA | BOT | UGA | MLT |
| 1 | Bosnia ed Erzegovina (3-0) |     | 3-0 | 2-1 | 3-0 | 1 | Ruanda (3-0)   |                | 2-1 | 3-0 | 2-1 |     |
| 2 | Armenia (2-1)              | 0-3 |     | 2-1 | 3-0 | 2 | Botswana (2-1) | 1-2            |     | 3-0 | 2-1 |     |
| 3 | Moldavia (1-2)             | 1-2 | 1-2 |     | 3-0 | 3 | Uganda (1-2)   | 0-3            | 0-3 |     | 3-0 |     |
| 4 | Mauritius (0-3)            | 0-3 | 0-3 | 0-3 |     | 4 | Malta (0-3)    | 1-2            | 1-2 | 0-3 |     |     |

- Bosnia-Erzegovina e Armenia promosse al Gruppo III della Coppa Davis 2005.